# Enrique Calvet Chambon
Enrique Calvet Chambon, né le 28 octobre 1950 à Larache, est un homme politique espagnol. Il est député européen depuis le 20 novembre 2014.